# Лачфорд (Онтарио)
Лачфорд (енгл. Latchford) је градић у Канади у покрајини Онтарио. Према резултатима пописа 2011. у граду је живело 387 становника.

## Становништво
Према резултатима пописа становништва из 2011. у граду је живело 387 становника, што је за 0,8% мање у односу на попис из 2006. када је регистровано 390 житеља.
| 2006. | 2011. |
| ----- | ----- |
| 390   | 387   |